# 鈴鹿青少年の森
鈴鹿青少年の森（すずかせいしょうねんのもり）は、三重県鈴鹿市住吉町南谷口にある三重県立の都市公園である。

## 概要
自然の中でスポーツや野外活動に親しみ、心身を鍛練し豊かな人間性を養うとともに、団体活動を通じて社会連帯意識を強め、心身ともに健康で豊かな青少年を育成する場とすることを目的として、明治百年記念事業の一環として鈴鹿サーキットの隣接地に整備され、1972年（昭和47年）に供用を開始した。
公園に隣接して集団宿泊研修施設である三重県立鈴鹿青少年センターが立地する。
2022年12月、当公園の命名権を、東京都のダイセーホールディングス株式会社と18年契約（2023年2月1日から2041年3月31日まで、契約料105万円/年）を結び、公園名を「ダイセーフォレストパーク」とすることを決めた。

## 主な施設
- シンボル広場（入口付近）
- 希望の池・友情の池
- バードゲージ
- 芝生広場
- 多目的広場
- キャンプ場
- 人工滝
- 太湖石
- 浮島
- アスレチックコース
- ディスクゴルフ場
- トリム・オリエンテーリングコース

## スタジアム建設計画
日本プロサッカーリーグ（Jリーグ）加盟を目指すサッカークラブの鈴鹿ポイントゲッターズは2020年10月28日、Jリーグ開催基準を充足したスタジアムを鈴鹿青少年の森の園内にクラブ主導で建設する計画を明らかにし、三重県知事（当時）の鈴木英敬に協力を申し入れ、鈴鹿市長の末松則子も支援に応じる意向を明らかにした。建設のスキームとしては、鈴鹿市が県から全体の1割にあたる約5万平方メートルの施設管理の許可を得た上で、クラブが敷地内に観客5千人収容のスタジアムとクラブハウス、洪水調整池の機能を備えた多目的グランドを整備するというもので、当初は2021年9月の着工を目指していた。
しかし、スタジアムの建設は公園の自然環境を破壊する恐れが高いとして、市民有志らが中心となって「鈴鹿青少年の森を愛する会」を結成し、サッカー場の建設に反対するための署名運動 や、「人間の鎖」を作る抗議集会 などを行ない、2021年12月には署名を鈴鹿市に提出して 三重県知事の一見勝之との面談を三重県に申し入れた。
2022年1月25日、鈴鹿ポイントゲッターズは、具体的な建設計画を明らかにした上で、同年2月に工事に着手、2023年3月の供用開始を目指すことを明らかにした。プロジェクト名は「すずか三重丸（さんじゅうまる）パーク」で、シンボル広場のエリアにスタンド付きの天然芝1面のメイングラウンドと人工芝1面のサブグラウンドを整備する計画としている。天然芝グラウンドは、当初はJ3ライセンス基準に合致する5,000人程度収容のもので建設（メインスタンドのみ座席、その他芝生席）でオープンさせたのち、クラブの成長に合わせて将来的にJ1ライセンス基準の15000人収容規模まで段階を追って拡大させる方針。
一方、「鈴鹿青少年の森を愛する会」は2022年1月28日に、県による市へのサッカー場建設許可と公園使用料の免除が、実態は管理などを担う民間企業への公園使用料免除であり違法であるとして、三重県監査委員に住民監査請求を行った上で、県に許可の撤回を求める申し入れ書と署名を提出した 他、2月2日には鈴鹿市に即時中止を求める申し入れ書を提出し、鈴鹿ポイントゲッターズの運営会社であるアンリミテッドにも面談を申し入れた。そして2月8日に同会の共同代表ら6人が代表取締役社長の吉田雅一ら関係者4人に着工の延期を申し入れた上で財政計画などの6項目について質問し、同社では後日書面で回答を行う事を明らかにしていた が、2月14日に同会は三重県と三重県知事の一見勝之、それに前知事の鈴木英敬を相手取り、スタジアムの設置許可の取り消しを求める住民訴訟を津地裁に提訴した。
その後、鈴鹿ポイントゲッターズの不祥事による新たな運営スポンサー探しが難航しており、鈴鹿市は2022年11月25日までに運営法人・アンリミテッドに対して進展状況を報告するように求めたが、「新スポンサーの譲渡先が不確定であり、資金調達の進展がない」と説明があり、鈴鹿市長・末松則子は「市民との信頼関係の面から困難と判断した」として、11月28日に当公園へのスタジアム建設の中止を要請するとともに、協定書の解除申し入れを行った。